# MEAG
Die MEAG Munich Ergo Assetmanagement GmbH (Eigenschreibweise MEAG MUNICH ERGO AssetManagement) ist der Vermögensverwalter der Münchener Rück und der Ergo Group. Sie setzt neben der Verwaltung der konzerneigenen Gelder auf das Geschäft mit Partnern außerhalb des Münchener-Rück-Konzerns. Ihr Hauptsitz befindet sich in München, weitere Standorte in Deutschland sind in Düsseldorf und in Hamburg. International präsent ist die MEAG mit Management-Einheiten in New York und Hongkong. Die MEAG war im Jahr 2016 viertgrößter deutscher Vermögensverwalter nach der Allianz SE, der Deutschen Bank und der DZ Bank. Mit einem verwalteten Vermögen von rund 340 Mrd. Euro gehörte sie Ende Dezember 2023 zu den bedeutenden Vermögensverwaltungsgesellschaften in Europa. Sie verwaltet alle wesentlichen Anlageklassen, den Schwerpunkt bilden dabei Anleihen. In ihrer Kapitalanlagegesellschaft verwaltet die MEAG auch Publikumsfonds für private Anleger.
Ende 2008 wurde die Analyse- und Berichtsplattform der MEAG modifiziert und erweitert. Diese Umgestaltung wurde in Zusammenarbeit mit S&T durchgeführt.
Zunehmend beteiligt sich die MEAG an Projekten im Bereich der erneuerbaren Energien. Ende 2020 erwarb sie von DIF Capital Partners eine 50-prozentige Beteiligung am Solarpark Lone Valley im US-Bundesstaat Kalifornien und baute damit das Portfolio an erneuerbaren Energien aus.